# Cư Kty
Cư KTy là một xã thuộc huyện Krông Bông, tỉnh Đắk Lắk, Việt Nam.
Xã Cư KTy có diện tích 32,95 km², dân số năm 1999 là 4301 người, mật độ dân số đạt 131 người/km².